# Germain Berthé
Germain Berthé (24 de outubro de 1993) é um futebolista profissional malinês que atua como goleiro pelo AC Horaya.

## Seleção nacional
Germain Berthé representou o elenco da Seleção Malinesa de Futebol no Campeonato Africano das Nações de 2015.